# Lijst van universiteiten in Slovenië
Dit is een lijst van universiteiten in Slovenië.
- Universiteit van Ljubljana - Ljubljana
- Universiteit van Maribor - Maribor
- Sloveense Academie voor Wetenschappen en Kunsten (Znanstvenoraziskovalni center SAZU) - Ljubljana